# Bombardement de Rafah
La frappe aérienne sur Rafah, ou massacre de Rafah est un bombardement aérien perpétré le 26 mai 2024 par l'aviation israélienne sur le camp de réfugiés palestiniens de Tel al-Sultan, situé à l'ouest de Rafah, dans la bande de Gaza. Il intervient dans le cadre de l'offensive sur Rafah de l'armée israélienne, dont il constitue l'évènement le plus meurtrier avec 45 à 50 tués (majoritairement des femmes, des enfants et des personnes âgées) et 249 blessés.
Avant cette attaque, beaucoup de Palestiniens sont contraints de se déplacer vers Rafah. Quand Israël envahit la ville et ordonne l'évacuation de l'est, des habitants fuient vers l'ouest.
L'armée israélienne affirme avoir attaqué un complexe du Hamas à Tel al-Sultan, y tuant deux commandants, ce qui est démenti par le Croissant-Rouge palestinien.
L'attaque met le feu aux tentes « Brix », enfermant et brûlant vifs les civils qui y résidaient. L'attaque reçoit de nombreuses condamnations, elle est parfois décrite comme un crime de guerre, voire un massacre. Le Premier ministre, Benyamin Netanyahou, évoque quant à lui « un accident tragique ».
Selon l'armée israélienne, « l’incident est en cours d’examen ». Elle déclare avoir utilisé deux ogives de 17 kg. D'après une enquête de CNN, les munitions utilisées sont des GBU-39, des bombes guidées américaines de 110 kg, pour une masse d'explosifs de 17kg.

## Contexte
À cause de l'invasion de la bande de Gaza, des bombardements et des ordres d'évacuation, beaucoup de gazaouis sont contraints de se déplacer vers Rafah. Rafah devient dense et surpeuplé, avec plus de 1,4 million de civils s'y réfugiant. Quand Israël envahit Rafah, plus d'un million de civils sont contraints de fuir vers d'autres parties du sud de Gaza désignées comme « sécurisées », dont l'ouest de Rafah,.
Deux jours avant l'attaque, la Cour internationale de justice ordonne à Israël d'empêcher les actions génocidaires à Rafah. Cet ordre était largement interprété comme une obligation pour Israël d'arrêter son offensive sur Rafah, l'Union européenne affirmant qu'Israël violait cet ordre en continuant l'offensive,. Cependant, Israël interprète cet ordre comme un simple rappel de respecter la loi internationale.
Le Croissant-Rouge palestinien affirme que la zone touchée était précédemment désignée par Israël comme une « zone humanitaire », et qu'elle n'était pas incluse dans les ordres d'évacuations,. Cependant, le journal Libération publie le 28 mai 2024 une enquête décrivant le lieu de la frappe comme étant à 1,6 km de la zone humanitaire mais comme ne faisant pas partie des zones où les habitants ont ordre de fuir.

## Déroulement
Des avions de chasse israéliens tirent deux GBU-39 sur le « camp de la paix koweitien 1 », près du quartier de Tel al-Sultan,. Le camp était situé à 200 m du plus grand entrepôt d'aide humanitaire de l'UNWRA,.
Israël prétend avoir « frappé un complexe du Hamas » et y avoir tué deux commandants : le directeur du bureau du Hamas en Cisjordanie Yassin Rabia et l'officier Khaled Nagar, « conformément au droit international »,. Selon une investigation israélienne, les morts civils sont causés par un incendie. Un projectile aurait touché un réservoir à carburant 100 mètres plus loin, provoquant un incendie qui se propage sur les tentes. Cependant, le Croissant-Rouge palestinien affirme que le bombardement a directement touché les tentes.
Le 28 mai, moins de 48 heures après le massacre, 21 civils sont tués et 64 autres blessés dans une nouvelle frappe visant des tentes de personnes déplacées à l'ouest de Rafah, dont Israël conteste cette fois l'existence,,.

## Victimes
Le ministère de la Santé de Gaza, dirigé par le Hamas, affirme que l'attaque tue au moins 45 personnes. Selon ActionAid UK, elle en tue 50,. Selon le ministère de la Santé de Gaza, parmi les victimes figurent au moins 12 femmes, 8 enfants et 3 personnes âgées. Médecins sans frontières affirme que des douzaines de civils sont blessés, le ministère de la Santé confirmant un bilan initial de 65 blessés. Le bilan monte à 249 blessés.
Un survivant du massacre déclare à l'AFP : « Les frappes aériennes ont brûlé les tentes, les tentes fondent et avec elles, les corps des gens fondent aussi. » Selon le Croissant rouge palestinien, les civils étaient piégés dans les flammes. Libération note que "des vidéos particulièrement violentes montrent des femmes et des enfants hurler, et un homme éclaboussé de sang tenir un bébé dans ses bras. Pendant que des volontaires, puis les pompiers, essaient d’arrêter l’incendie, on aperçoit une dizaine de corps. Certains, complètement carbonisés, sont sortis des flammes sans qu’il soit possible de les identifier. Plusieurs d’entre eux sont déchiquetés, dont celui d’un enfant en bas âge qui n’a plus de tête. De nombreuses images de blessés et de tués dans les hôpitaux du sud Gaza sont également partagées au fil de la nuit de dimanche à lundi, montrant notamment des enfants en bas âge brûlés ou mutilés."
Les victimes de l'attaque sont amenées à l'hôpital Emirati, cependant, selon le ministère de la Santé, aucun hôpital à Gaza n'avait les ressources nécessaires pour traiter le nombre élevé de victimes.

## Investigations
Les enquêtes commencent le 27 mai et l'armée israélienne déclare avoir utilisé deux ogives de 17 kg. L'armée israélienne affirme que l'incendie est provoqué par un projectile qui a touché un réservoir à carburant 100 m plus loin, mais les États-Unis commencent leur propre enquête n'étant pas capables de confirmer la version israélienne des faits.
D'après CNN, les bombes larguées sur le camp de réfugiés sont des GBU-39 de 110 kilos provenant des États-Unis,, dont la masse d'explosifs est bien de 17kg.

## Réactions

### Domestiques

#### En Palestine
Le Hamas et le Jihad islamique palestinien condamnent l'attaque, le premier appelant les Palestiniens « à se soulever et à marcher contre le massacre sioniste en cours contre notre peuple ». La présidence de l'autorité palestinienne condamne aussi l'attaque, la qualifiant de « massacre odieux ».

#### En Israël
À la tribune de la Knesset, le Premier ministre Benyamin Netanyahou qualifie la frappe d'« erreur tragique ». L'armée israélienne affirme que « l’incident est en cours d’examen ».
Les deux anciens journalistes israéliens Yinon Magal (en) et Naveh Dromi (he) ainsi que le rappeur Yoav Eliasi (en) célèbrent le massacre, provoquant l'indignation sur les médias sociaux.

### Internationales

#### Gouvernements
L'Espagne, l'Irlande et la Norvège condamnent l'attaque et pressent Israël d'arrêter l'offensive dans un communiqué partagé.
- : Le porte-parole du ministère des Affaires étrangères, Abdul Qahar Balkhi (en), affirme sur X que « le ministère des Affaires étrangères de l'émirat islamique d'Afghanistan […] condamne une nouvelle fois fermement les frappes aériennes contre le camp de civils déplacés de la ville de Rafah, au cours desquelles des dizaines de personnes ont été martyrisées, pour la plupart des femmes et des enfants »[38].
- : Le pays déclare qu'il « condamne dans les termes les plus stricts les massacres continus » commis par l'armée israélienne, et qu'il « affirme son rejet catégorique des violations continues flagrantes par les forces d'occupation israéliennes de tout droit et de toutes normes internationales et résolutions humanitaires »[39].
- : Le Premier ministre, Alexander De Croo, déclare sur X : « Hier, une soi-disant 'zone de sécurité' à l'extérieur de Rafah a été bombardée par Israël, tuant des dizaines de femmes et d'enfants. Nous avons besoin de toute urgence de partenaires prêts à s'asseoir autour d'une table pour discuter de la paix. »[40].
- : Le pays condamne l'attaque, appelant Israël à cessez son offensive sur Rafah[41].
- : Le pays condamne l'attaque et insiste qu'Israël aurait dû suivre la décision de la cour internationale de justice[1].
- : Le ministre des Affaires étrangères, José Manuel Albares, déclare que « le bombardement d'hier est un jour de plus au cours duquel des civils palestiniens innocents sont tués », ajoutant que « la gravité est encore plus grande parce que cela fait suite à une décision prise par la Cour internationale de Justice qui […] est contraignante et obligatoire pour toutes les parties »[37].
- : Le bureau de la maison blanche déclare être au courant des rapports, et qu'il est encore en train de récolter des informations[42]. Plus tard, le 27 mai, l'administration de Biden condamne l'attaque[43].
- : Le président de la république, Emmanuel Macron, se dit « indigné par les frappes israéliennes qui ont fait de nombreuses victimes parmi les déplacés à Rafah », ajoutant : « Ces opérations doivent cesser. Il n'y a pas de zones sûres à Rafah pour les civils palestiniens. J'appelle au plein respect du droit international et au cessez-le-feu immédiat »[44].
- : Le porte-parole du ministère des Affaires étrangères, Nasser Kanaani, affirme sur X que « l'attaque du régime sioniste contre les tentes de réfugiés palestiniens à Rafah mérite une forte condamnation et une réaction concrète de la communauté internationale »[45].
- : Le ministre des Affaires étrangères et de la Défense, Micheál Martin, affirme qu'« en plus de la faim, de la famine, du refus de fournir une aide suffisante, ce dont nous avons été témoins la nuit dernière est barbare »[46].
- : Le ministre de la Défense, Guido Crosetto, déclare à Sky TG24 que « nous sommes face à une situation toujours plus difficile où le peuple palestinien est opprimé sans tenir compte […] des droits des hommes, femmes et enfants innocents qui n’ont rien à voir avec le Hamas. Ceci n’est plus justifiable »[47].
- : La représentante permanente du Guyana auprès des Nations Unies (en), Carolyn Rodrigues, qualifie « l'attaque de Tel al-Sultan » de « mépris flagrant de l'État de droit »[48].
- : Le ministre des Affaires étrangères, Espen Barth Eide, estime que la poursuite de l'offensive sur Rafah constitue « une violation du droit international »[49].
- : Le pays averti que l'attaque pourrait faire obstacle aux négociations de cessez-le-feu[41].
- : Le bureau des affaires étrangères réitère qu'il ne soutient pas l'offensive de Rafah[1].
- : Le président de la république, Recep Tayyip Erdoğan, estime que « l'attaque de dimanche à Rafah, qui a eu lieu après la décision de la Cour internationale de justice (CIJ), a révélé la nature perfide et sanglante de l'État terroriste (d'Israël) »[50].

#### Organisations supranationales
- : La commission de l'Union africaine déclare que l'ordre de la cour internationale de justice doit être « renforcée urgemment pour que l'ordre global règne ». Son président Moussa Faki déclare sur X : « Avec ses bombardements horribles pendant la nuit tuant majoritairement des femmes et des enfants palestiniens piégés dans un camp de réfugiés à Rafah, l'État d'Israël continue de violer le droit international dans l'impunité et le mépris des décisions de la cour internationale de justice deux jours plus tôt ordonnant une fin à ses actions militaires à Rafah »[39].
- : Le Haut représentant de l'Union pour les affaires étrangères et la politique de sécurité Josep Borrell condamne l'attaque, déclarant que les attaques israéliennes doivent s'arrêter.
- : Francesca Albanese condamne l'attaque, la qualifiant d'« inacceptable ». Elle déclare aussi qu'Israël doit faire face à des sanctions pour le pousser à arrêter[51].
- UNRWA : l'agence qualifie la bande de Gaza d'« enfer sur Terre » après l'attaque. Elle déclare aussi avoir perdu contact avec l'équipe dans la région[52].

### Groupes d'aide humanitaire
- Comité International de la Croix-Rouge : un représentant déclare que le droit international doit être respecté, et que le système de santé de Gaza ne pouvait pas gérer l'attaque[53].
- Médecins sans frontières : l'organisation affirme que cette attaque démontre que « nulle part à Gaza n'est sûr », et réitère ses appels à un cessez-le-feu, tandis que l'UNRWA tire les mêmes conclusions[41]. Elle déclare être « horrifiée » et condamne l'attaque[54].
- Croissant-Rouge palestinien : l'organisme note qu'Israël avait déplacé de force des civils dans cette zone[28].
- ActionAid : l'association condamne l'attaque « inhumaine, barbare »[8],[55].

Un docteur britannique présent dans les environs déclare que les vidéos de l'attaque étaient « vraiment parmi les pires » qu'il a vue.

### Autres
- De nombreuses manifestations pour dénoncer le bombardement ont lieu à travers le monde[57],[58]. À Paris, la manifestation du 27 mai rassemble « plus de 10 000 personnes » et celle du lendemain « plusieurs milliers »[59],[60]. À Mexico, les manifestants tentent de mettre le feu à l'ambassade israélienne (he)[61]. À Panama, ils expulsent l'ambassadeur israélien Itai Bardov (he) de l'université (en), où il était venu présenter un film sur le massacre du festival Nova[62].
- Le Conseil pour les relations Américaine-Islamiques condamne l'attaque et demande que le président Joe Biden arrête d'armer Israël pour empêcher de futures attaques sur des civils suites à plusieurs attaques précédentes commises en utilisant des armes américaines[63]. Le député directeur Edward Ahmed Mitchell déclare dans une conférence de presse que Biden ne devrait pas « décaler » et « dépasser sa propre ligne rouge » et « toutes les lignes rouges de la loi des États-Unis, du droit international et de la décence humaine de base ». Selon lui, apporter « du soutiens militaire, financier et diplomatique » à ces opérations salissait tous les Américains « avec le sang de Palestiniens innocents »[64].
- Jewish Voice for Peace, le groupe américain militant pour la paix, condamne le massacre réalisé par Israël, déclarant que « le génocide doit s'arrêter »[65].
- L'ancien Premier ministre de l'Écosse Humza Yousaf écrit : « Soyez témoin des images et demandez-vous : êtes-vous du bon côté de l'histoire ? », après avoir partagé les images de l'incident sur X[66].
- Le journaliste américain Graeme Wood (en) écrit à la suite du massacre qu'« il est possible de tuer légalement des enfants, si par exemple on est attaqué par un ennemi qui se cache derrière eux », suscitant une vague de critiques en ligne[67].
- Le pilote de Formule 1 britannique Lewis Hamilton écrit en story Instagram : « Trop, c'est trop. Nous ne pouvons pas continuer à regarder cette tragédie se dérouler sans en parler. Le traumatisme et la terreur que vivent tant de gens, mais surtout des enfants innocents, sont horribles. Cela doit cesser - pour les enfants, pour leurs familles, et pour leurs vies »[68].